# Алхимовка
Алхимовка, Альхимовка (бел. Алхімаўка) — река в Белоруссии, протекает в Молодечненском и Вилейском районах Минской области, правый приток Вередовки (бассейн Вилии). Длина реки — 9 км. Начинается на юго-западе от деревни Буйли Вилейского района в деревне Петрашово, впадает в Вередовку на юго-востоке от деревни Вередово. На реке расположены деревни Петрашово, Буйли, Ромейки, Селище, Заозерье, Седица, Вередово. На всём протяжении канализирована.
Скорость течения у деревни Седица и у устья — 0,3 м/с. У деревни Седица ширина реки — 10 м, глубина — 2,0 м, дно песчаное. Через реку перекинуто несколько насыпей по которым проходят автомобильные дороги, также вблизи устья через реку перекинут железобетонный автомобильный мост.